# Il compagno
Il compagno è un romanzo dello scrittore italiano Cesare Pavese pubblicato a Torino, nel 1947, dalla casa editrice Einaudi. È il più lungo romanzo di tutta la sua produzione, assieme a La luna e i falò. Dal romanzo è stato tratto un film per la TV diretto da Citto Maselli nel 1999.

## Trama

### Prima parte
Il romanzo narra la storia di Pablo, un giovanotto piccolo-borghese che trascorre tutto il suo tempo dietro il banco di un negozio dove si vendono tabacchi e alla sera suona la chitarra con gli amici. Pablo però si sente solo, soprattutto dopo che l'amico Amelio ha avuto un grave incidente con la moto insieme a Linda, la sua ragazza, e non può più muovere le gambe.
Un giorno Pablo va a trovare l'amico e conosce Linda, di cui s'innamora, ma non dice ad Amelio che è uscito con lei.
Linda è una ragazza disinvolta e libera che lavora in una sartoria teatrale, fa vita mondana e conosce attori e impresari.
Linda lo introduce nel mondo del teatro, lo porta a ballare ed è sempre lei a prendere iniziative, mentre lui la segue, sempre più innamorato. Una sera incontrano a teatro Lubrani, un impresario di cinquant'anni, pieno di soldi, che fa una corte serrata a Linda. Pablo, che non vuole perdere la ragazza, cerca un lavoro perché vuole guadagnare soldi e così sposare Linda. Trova lavoro dapprima in una officina e poi come camionista, ma nel frattempo Linda si stanca di lui e lo lascia per mettersi con Lubrani.
Quando Pablo si accorge che Linda è per lui perduta si butta nel lavoro e prova il gusto di avvilirsi ritornando con gli amici a suonare chitarra e cantare canzonette. Alla fine segue il consiglio dell'amico Carletto e decide di lasciare Torino, dando termine così alla sua giovinezza, che vede senza futuro.
Così, dopo undici capitoli ed esattamente a metà romanzo, termina la prima parte del racconto.

### Seconda parte
Pablo si reca a Roma, che è in quel periodo oppressa dal fascismo, e prende coscienza della nuova realtà entrando a far parte di un gruppo di opposizione clandestina. Egli trova anche un lavoro in una bottega dove si riparano le biciclette e dove lavora Gina, una donna che è l'antitesi di Linda.
Legge intanto con interesse alcuni libri proibiti che lo motivano maggiormente al suo nuovo impegno politico e con Carletto, l'attore che aveva conosciuto a Torino ai tempi di Linda e che aveva viaggiato con lui, comincia a conoscere la città. Intanto, tra lui e Gina, la padrona del negozio, nasce un legame serio e senza scosse. Nel frattempo egli passa dall'opposizione borghese in cui si muove all'opposizione operaia e un giorno gli viene chiesto dai compagni di dare asilo a Gino Scarpa, un fuoriuscito spagnolo ricercato dalla polizia fascista. Pablo viene arrestato e incarcerato ma, per assenza di prove, è rimesso in libertà con l'obbligo di rientrare a Torino. Si incontra con Gina e, anche se la conclusione rimane in sospeso, si comprende che ella lo raggiungerà.

## Edizioni
- Cesare Pavese, Il compagno, collana Supercoralli, Einaudi, 1961,  p. 471.
- Cesare Pavese, Il compagno, Gli Oscar Settimanali, Mondadori, 1966, pp. 273
- Cesare Pavese, Il compagno, Einaudi, 1974.